# Albertinum
L'Albertinum è un palazzo di Dresda: originariamente adibito ad armeria, è stato poi trasformato in un museo ospitando le collezioni della Skulpturensammlung e della Galerie Neue Meister, entrambi appartenenti alla Staatlichen Kunstsammlungen Dresden; l'edificio, che prende il nome da Alberto di Sassonia, si trova all'estremità orientale dalla Brühlsche Terrasse.

## Storia e descrizione
Nel corso dell'espansione della città di Dresda e del suo abbellimento, nel XVI secolo si decise la costruzione di un arsenale; nel 1546 infatti, il duca Maurizio I aveva pensato di costruire un edificio secondo lo stile olandese-italiano: fu tuttavia solo sotto Augusto I di Sassonia che si procedette alla sua realizzazione, tra il 1559 ed il 1563, su progetto di Caspar Voigt von Wierandt, diventando una delle armerie più grandi d'Europa, nonché uno degli edifici più importanti in stile rinascimentale di Dresda. Nel corso del XVIII secolo, l'Albertinum andò in corso a diverse modifiche: nel 1705 venne ingrandito, mentre nel 1740, Augusto III di Polonia, si occupò della riedificazione della facciata in stile barocco. Durante la guerra dei sette anni, le truppe prussiane lo saccheggiarono, rimanendo però intatti gli ambienti; dopo il 1877, con la costruzione della nuova armeria nel quartiere Albertstadt, l'Albertinum perse la sua funzione originaria: fu così che nel 1884 il parlamento sassone decise di trasferivi al suo interno la collezione di sculture e l'archivio di stato. Seguì una nuova ristrutturazione dell'edificio, sotto la guida di Carl Adolph Canzler, che realizzò una facciata in stile neoclassico caratterizzata dall'utilizzo di mattoni ed a completamento dei lavori venne dedicato al re Alberto e chiamato Albertinum. Sotto la direzione dell'archeologo Georg Treu ai primi del '900, la collezione di sculture e di calchi ospitata all'interno del museo divenne una delle principali al mondo, diventando da modello per quella del museo delle belle arti di Mosca. Durante il bombardamento di Dresda nel corso della seconda guerra mondiale nel 1945, l'Albertinum rimase gravemente danneggiato: il secondo piano, il tetto e lo scalone principale vennero distrutti, così come i dipinti di Hermann Prell, mentre le collezioni furono trasferite in Unione Sovietica e quindi salvate; queste ritornarono a Dresda nel 1958 ed il museo fu in parte nuovamente aperto a partire dall'anno successivo: oltre alla Skulpturensammlung, ospitò anche la Porzellansammlung, la Kupferstichkabinett Dresden, il Münzkabinett e la Grünes Gewölbe ed a partire dal 1965 anche la Galerie Neue Meister; alcune di queste collezione solo nel 2004 troveranno la loro collocazione definitiva all'interno del castello di Dresda. A seguito dell'alluvione dell'Elba del 2002, le acque del fiume invasero i sotterranei dell'edificio: molte opere furono messe in salvo da volontari e per aiutare il restauro dell'Albertinum, artisti come Gerhard Richter e Georg Baselitz misero all'asta a Berlino nel giugno 2002, quarantasei loro opere, raccogliendo circa tre milioni e mezzo di euro. I lavori di restauro iniziarono nel gennaio 2006 per terminare con la riapertura del polo museale il 18 giugno 2010: furono investiti circa quarantacinque milioni di euro che servirono per riportare l'edificio all'antico splendore oltre alla creazione di una nuova superficie di tremilaquattrocentocinquanta metri quadrati adibita a deposito.
In totale l'Albertinum ha una superficie di circa tredicimilaseicento metri quadrati, di cui circa cinquemila adibiti ad area espositiva; i due musei ospitati sono la Galerie Neue Meister, che comprende opere pittoriche dei romanticisti David Friedrich, Carl Gustav Carus, Ludwig Richter, degli impressionisti Claude Monet, Edgar Degas, Max Liebermann e Max Slevogt, degli espressionisti Otto Dix, Ernst Ludwig Kirchner, Karl Schmidt, e la Skulpturensammlung, una mostra di sculture che parte dall'epoca classica greca e romana fino ad arrivare all'arte moderna, con artisti come Auguste Rodin, Wieland Förster e Werner Stötzer.